# Benben
Il Benben, nella mitologia egizia, e più specificamente nella cosmogonia di Eliopoli (cfr. Enneade), era la collina primigenia che emerse dall'oceano primordiale del Nun, e sulla quale il dio creatore Atum generò sé stesso e la prima coppia divina.

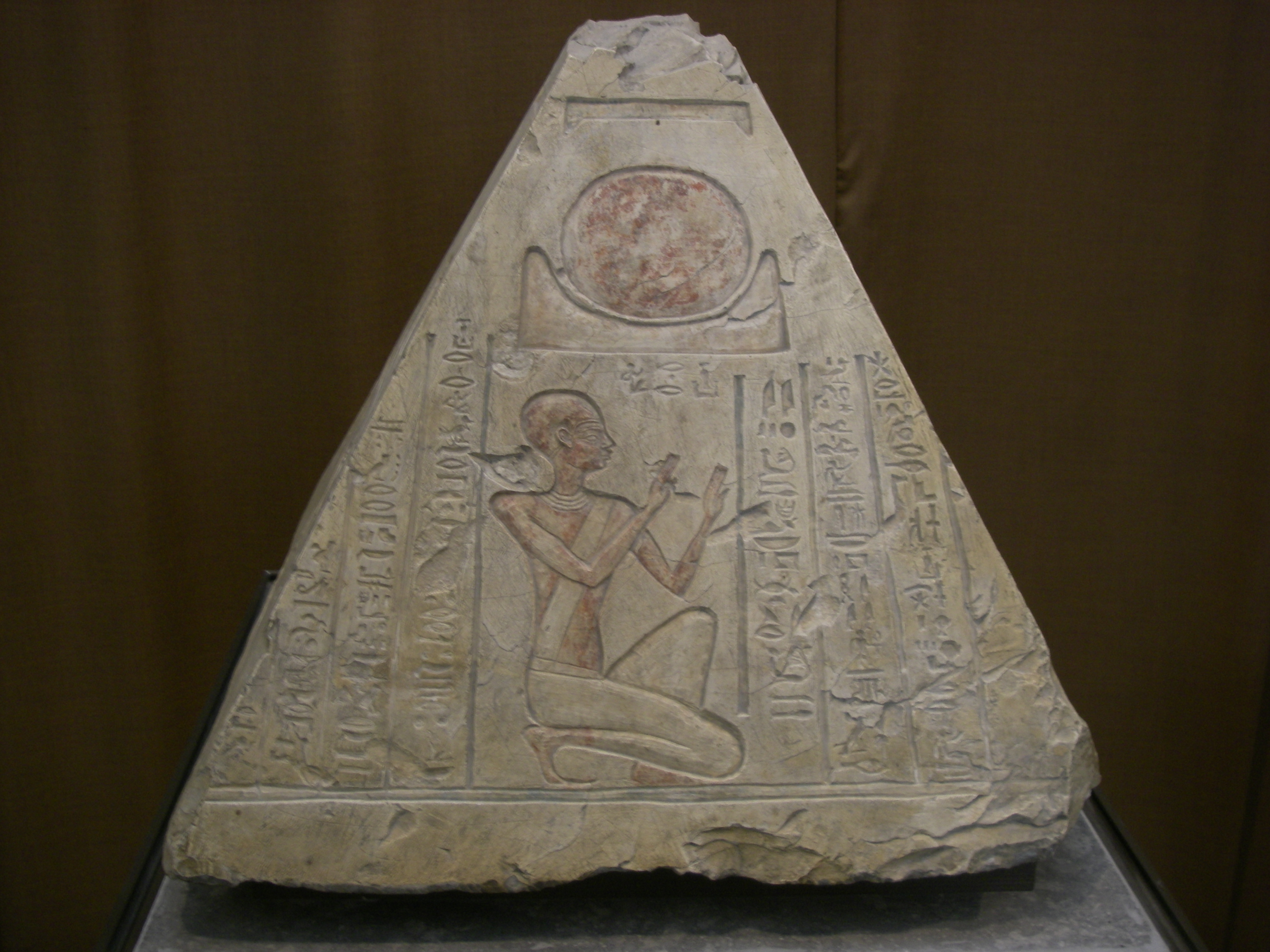

Nei Testi delle piramidi, linea 1587, si fa riferimento ad Atum, cioè "collina": si dice che si trasformò in una piccola piramide, situata nell'antica Eliopoli, il luogo ove si diceva risiedesse.

## La pietra di Benben
Benben, che potrebbe significare "il radiante", era una sacra pietra conica venerata nel tempio solare di Eliopoli sulla "collina di sabbia" del tempio ove il dio primevo si era manifestato e nel luogo dove cadevano i primi raggi del sole nascente.
Il medesimo culto era celebrato anche a Napata e nell'oasi di Siwa ove la pietra conica fu, in epoca tarda, paragonata a un "umbilicus".
Si ricollegava comunque sempre al dio creatore e nella mitologia elaborata dal clero eliopolitano "rappresentava senza dubbio un raggio di sole" (Gardiner).
Secondo alcune teorie il Benben sarebbe stato un meteorite di composizione ferrosa (siderite) caduto in epoca preistorica.

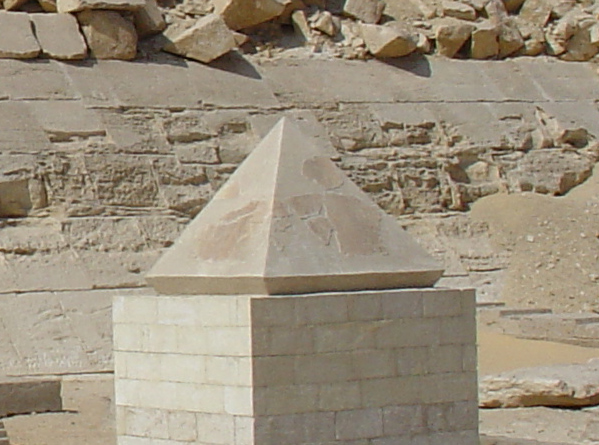

## Modello architettonico
Verosimilmente il Benben, visto il suo importante significato religioso, fu il modello di riferimento in varie strutture architettoniche, quali gli obelischi dei templi solari, ad Abu Gurab, la cuspide degli obelischi e il pyramidion. Dalla forma conica originale, la pietra fu trasformata successivamente per esigenze architettoniche in una piccola piramide a base quadrangolare e con cuspide sovente coperta da lamine d'oro.

## Miti e tradizione
Al medesimo mito era collegata la fenice, il mitico e favoloso uccello chiamato Benu, anch'esso venerato a Eliopoli, ove si diceva vivesse sul Benben.
Secondo B. Kemp la relazione tra il Benben, il Benu e il sole potrebbe essere basata su un'assonanza tipicamente egizia: il sole nascente, weben, proiettava i suoi raggi sul Benben, sul quale viveva il Benu.
La linea 600 dei Testi delle Piramidi recita di Atum:
"...tu che sorgi, come il benben, nella Dimora del Benu in Eliopoli..." (Hart, p. 16).
Altre città, secondo le proprie cosmogonie, svilupparono diversi miti sulla collina primordiale come a Menfi ove era la personificazione di Tatenen, iniziale dio della terra e di tutto ciò che era buono.
In un testo tebano del tempio di Khonsu, anch'esso identificato come la collina primeva, il Benben si sarebbe formato dalle gocce del seme di Atum, cadute nell'oceano primordiale e che solidificandosi avrebbero formato il primo tumulo contenente al suo interno lo spirito del dio.